# 치바 료헤이
지바 료헤이(千葉 涼平, 1984년 11월 18일 - ) 또는 치바 료헤이는 일본의 가수이다. 그룹 w-inds.의 리더이며, 랩과 댄스를 담당하고 있다.

## 프로필
- 생년월일: 1984년 11월 18일
- 출신지: 일본 홋카이도 삿포로시
- 가족관계: 아버지, 어머니, 누나
- 학력: 릿시샤 고등학교 졸업
- 2017년10월 2일, 일반인 여성이랑 교제하였고 2일에 도내의 구청에 혼인신고서를 제출을 하였다.
- 료헤이가 출현한 방송을 보면 나이에 비해서 얼굴은 동안이다.
- 후드티를 즐겨입는다.
- 방송을 출현을 할 때마다 후드티를 입고 출현한다.

## 개략
13세 때 가족들과 댄스 스쿨에 다니기 시작. 그 댄스 스쿨 이벤트를 본 관계자에게 오가타 류이치와 함께 스카웃 되었다.
2004년, w-inds.의 전국 투어 《w-inds. "PRIME OF LIFE" TOUR 2004》에서는 자작곡 Stand your ground를 선보였다.

## 활동
도쿄 SHIBUYA-AX에서 개최된 예능사무소 비전 팩토리의 아티스트들이 출연하는 댄스&라이브 이벤트 《UNITED ~VISION DANCE FESTA Vol.1~》에 참가. “댄스를 좀 더 신나게 하고 싶다”는 동료들의 성화에, DA PUMP, w-inds., Lead, 미우라 다이치, 그리고 언더그라운드에서 활동하는 스트리트 댄서 종합 74명이 등장, 각 아티스트가 서로 노래를 바꿔 부르는 등의 프리미엄 이벤트를 기획한 장본인이다.

### 잡지
- DANCE STYLE (2007년 4월 - ) - 매달 칼럼 게재